# Билцхајм
Билцхајм (фр. Bilzheim) насеље је и општина у источној Француској у региону Алзас, у департману Горња Рајна која припада префектури Гебвилер.
По подацима из 2011. године у општини је живело 397 становника, а густина насељености је износила 55,52 становника/km². Општина се простире на површини од 7,15 km². Налази се на средњој надморској висини од 202 метара (максималној 206 m, а минималној 199 m).

## Демографија
| 1962. | 1968. | 1975. | 1982. | 1990. | 1999. | 2011. |
| ----- | ----- | ----- | ----- | ----- | ----- | ----- |
| 146   | 162   | 154   | 153   | 314   | 334   | 397   |

График промене броја становника у току последњих година